# Baeoura unistylata
Baeoura unistylata là một loài ruồi trong họ Limoniidae. Chúng phân bố ở vùng nhiệt đới châu Phi.